# Prailles-La Couarde
Prailles-La Couarde é uma comuna francesa na região administrativa da Nova Aquitânia, no departamento de Deux-Sèvres. Estende-se por uma área de 35.22 km². Em 2010 a comuna tinha 972 habitantes (densidade: 27,6 hab./km²).
Foi criada em 1 de janeiro de 2019, a partir da fusão das antigas comunas de Prailles (sede da comuna) e La Couarde.